# シャワーな気分
「シャワーな気分」（シャワーなきぶん）は、1983年5月18日にリリースされた田原俊彦の14作目のシングル。

## ディスクジャケット
ジャケットが2種類存在する。この曲の歌唱期間中に本人のヘアスタイルがそれまでよりやや短くなり、田原のイメージが変わったため、差し替えられたジャケットは、短いヘアスタイルの本人になっている。ただし、差し替える前のジャケットも一緒に封入されていた。

## テレビ番組での披露
TBS系『ザ・ベストテン』のある回では、スタジオ内に実際にシャワーの雨を降らせ、それに打たれながら歌唱するという演出があった。その際、マイクを勢いよく上に投げ、一回転しながら濡れた上着を脱ぎ、落ちてきたマイクをキャッチするというパフォーマンスを披露。この演出はリハーサルでは一度も成功せず、出たとこ勝負で本番に臨んだが、見事に成功させて話題となった。このシーンはその後も、田原がテレビ出演する際よく取り上げられていた。

## 収録曲
| 全作詞: 三浦徳子、全作曲: 筒美京平、全編曲: 大村雅朗。 |                     |          |            |      |
| #                                                      | タイトル            | 作詞     | 作曲・編曲 | 時間 |
| 1.                                                     | 「シャワーな気分」  | 三浦徳子 | 筒美京平   | 3:24 |
| 2.                                                     | 「溜息DAY & NIGHT」 | 三浦徳子 | 筒美京平   | 3:24 |
| 合計時間:                                              | 合計時間:           | 6:48     |            |      |

## 参加ミュージシャン（A面）
- ギター：松原正樹
- キーボード：山田秀俊
- シンセプログラマー：松武秀樹
- ブラス：数原晋、ジェイク・コンセプション
- コーラス：EVE